# Bob Bryan
Robert „Bob“ Charles Bryan (* 29. duben 1978 Camarillo, Kalifornie, USA) je bývalý americký profesionální tenista. Na turnajích hraje se svým dvojčetem Mikem Bryanem, s nímž byl opakovaně klasifikován na 1. místě deblového žebříčku ATP. Do listopadu 2017 vyhrál 114 turnajů ATP World Tour ve čtyřhře. Asociace tenisových profesionálů jej s bratrem vyhlásila nejlepším párem první dekády třetího tisíciletí.

## Rekordy bratrského páru Bryanových ve čtyřhře
- 114 vítězství na turnajích ATP (rekord 62 výher překonali na Farmers Classic 2010 v Los Angeles)[1]
- sedmkrát mistři světa ITF (z toho pětkrát v řadě 2003–2007)
- sedmkrát nejlepší pár roku na ATP Tour
- 16 grandslamových titulů v rámci jednoho páru
- 30 grandslamových finále
- jediný pár, který vyhrál více než 600 zápasů na okruhu
- 7 po sobě jdoucích finále na Grand Slamu (2005 Australian-2006 Wimbledon)
- 169 finále na okruhu ATP
- 16 deblových výher ve Světové skupině Davis Cupu
- 36 titulů v kategorii ATP Masters 1000
- 27 200 diváků – největší návštěva v historii tenisu (Sevilla, Španělsko 12. dubna 2004)

## Finále na Grand Slamu v mužské čtyřhře

### Vítězství (16)
| Rok  | Turnaj              | Partner    | Soupeři ve finále                 | Výsledek           |
| 2003 | French Open         | Mike Bryan | Paul Haarhuis Jevgenij Kafelnikov | 7–6(3), 6–3        |
| 2005 | US Open             | Mike Bryan | Jonas Björkman Max Mirnyj         | 6–1, 6–4           |
| 2006 | Australian Open     | Mike Bryan | Martin Damm Leander Paes          | 4–6, 6–3, 6–4      |
| 2006 | Wimbledon           | Mike Bryan | Fabrice Santoro Nenad Zimonjić    | 6–4, 4–6, 6–4, 6–2 |
| 2007 | Australian Open (2) | Mike Bryan | Jonas Björkman Max Mirnyj         | 7–5, 7–5           |
| 2008 | US Open (2)         | Mike Bryan | Lukáš Dlouhý Leander Paes         | 7–6(5), 7–6(10)    |
| 2009 | Australian Open (3) | Mike Bryan | Mahesh Bhupathi Mark Knowles      | 2–6, 7–5, 6–0      |
| 2010 | Australian Open (4) | Mike Bryan | Daniel Nestor Nenad Zimonjić      | 6–3, 6–7(5), 6–3   |
| 2010 | US Open (3)         | Mike Bryan | Rohan Bopanna Ajsám Kúreší        | 7–6(5), 7–6(4)     |
| 2011 | Australian Open (5) | Mike Bryan | Mahesh Bhupathi Leander Paes      | 6–3, 6–4           |
| 2011 | Wimbledon (2)       | Mike Bryan | Robert Lindstedt Horia Tecău      | 6-3, 6-4, 7-6      |
| 2012 | US Open (4)         | Mike Bryan | Leander Paes Radek Štěpánek       | 6-3, 6-4           |
| 2013 | Australian Open (6) | Mike Bryan | Robin Haase Igor Sijsling         | 6–3, 6–4           |
| 2013 | French Open (2)     | Mike Bryan | Michaël Llodra Nicolas Mahut      | 6-4, 4-6, 7-6(4)   |
| 2013 | Wimbledon (3)       | Mike Bryan | Ivan Dodig Marcelo Melo           | 3-6, 6-3, 6-4, 6-4 |
| 2014 | US Open (5)         | Mike Bryan | Marcel Granollers Marc López      | 6-3, 6-4           |

### Prohry (14)
| Rok  | Turnaj              | Partner    | Soupeři ve finále              | Výsledek                      |
| 2003 | US Open             | Mike Bryan | Jonas Björkman Todd Woodbridge | 5–7, 6–0, 7–5                 |
| 2004 | Australian Open     | Mike Bryan | Michaël Llodra Fabrice Santoro | 7–6(4), 6–3                   |
| 2005 | Australian Open (2) | Mike Bryan | Wayne Black Kevin Ullyett      | 6–4, 6–4                      |
| 2005 | Wimbledon           | Mike Bryan | Stephen Huss Wesley Moodie     | 7–6(4), 6–3, 6–7(2), 6–3      |
| 2005 | French Open         | Mike Bryan | Jonas Björkman Max Mirnyj      | 2–6, 6–1, 6–4                 |
| 2006 | French Open (2)     | Mike Bryan | Jonas Björkman Max Mirnyj      | 6–7(5), 6–4, 7–5              |
| 2007 | Wimbledon (2)       | Mike Bryan | Arnaud Clément Michaël Llodra  | 6–7(5), 6–3, 6–4, 6–4         |
| 2009 | Wimbledon (3)       | Mike Bryan | Daniel Nestor Nenad Zimonjić   | 7–6(7), 6–7(3), 7–6(3), 6–3   |
| 2012 | Australian Open (3) | Mike Bryan | Radek Štěpánek Leander Paes    | 7–6(1), 6–2                   |
| 2012 | French Open (3)     | Mike Bryan | Daniel Nestor Max Mirnyj       | 6-4, 6-4                      |
| 2014 | Wimbledon (4)       | Mike Bryan | Vasek Pospisil Jack Sock       | 7-6(5), 6-7(3), 6-4, 3-6, 7-5 |
| 2015 | French Open (4)     | Mike Bryan | Ivan Dodig Marcelo Melo        | 6-7(5), 7-6(5), 7-5           |
| 2016 | French Open (5)     | Mike Bryan | Feliciano López Marc López     | 6-4, 6-7(6), 6-3              |
| 2017 | Australian Open     | Mike Bryan | Henri Kontinen John Peers      | 5–7, 5–7                      |

## Finále ve smíšené čtyřhře (9)

### Výhry (7)
| Č. | Datum | Turnaj                 | Povrch | Partnerka             | Soupeři ve finále                    | Výsledek          |
| 1. | 2003  | US Open, USA           | tvrdý  | Katarina Srebotniková | Lina Krasnorucká Daniel Nestor       | 5-7, 7-5, 7-6(5)  |
| 2. | 2004  | US Open, USA           | tvrdý  | Věra Zvonarevová      | Alicia Moliková Todd Woodbridge      | 6-3, 6-4          |
| 3. | 2006  | US Open, USA           | tvrdý  | Martina Navrátilová   | Květa Peschkeová Martin Damm         | 6-2, 6-3          |
| 4. | 2008  | French Open, Francie   | antuka | Viktoria Azarenková   | Katarina Srebotniková Nenad Zimonjić | 6-2, 7-6(4)       |
| 5. | 2008  | Wimbledon, V. Británie | tráva  | Samantha Stosurová    | Katarina Srebotniková Mike Bryan     | 6-3, 6-4          |
| 6. | 2009  | French Open, Francie   | antuka | Liezel Huberová       | Vania Kingová Marcelo Melo           | 5-7, 7-6(5), 10-7 |
| 7. | 2010  | US Open, USA           | tvrdý  | Liezel Huberová       | Květa Peschkeová Ajsám Kúreší        | 6–4, 6–4          |

### Prohry (2)
| Č. | Datum | Turnaj                    | Povrch | Partnerka             | Soupeři ve finále          | Výsledek      |
| 1. | 2003  | US Open, USA              | tvrdý  | Katarina Srebotniková | Lisa Raymondová Mike Bryan | 4-6, 6-3, 6-2 |
| 2. | 2006  | Wimbledon, Velká Británie | tráva  | Venus Williamsová     | Věra Zvonarevová Andy Ram  | 7-5, 6-4      |

## Finále na okruhu ATP Tour (169)

### Čtyřhra - výhry (114)
| Legenda                                                        |
| Grand Slam (16)                                                |
| Olympijské zlato (1)                                           |
| Tennis Masters Cup / ATP World Tour Finals (4)                 |
| ATP Masters Series / ATP World Tour Masters 1000 (36)          |
| ATP International Series Gold / ATP World Tour 500 Series (14) |
| ATP International Series / ATP World Tour 250 Series (43)      |

| Tituly dle povrchu |
| Tvrdý (71)         |
| Antuka (26)        |
| Tráva (13)         |
| Koberec (4)        |

| Č.   | Datum              | Turnaj                                    | Povrch      | Partner    | Soupeři ve finále                       | Výsledek                      |
| 1.   | 25. únor 2001      | Memphis, USA                              | tvrdý (h)   | Mike Bryan | Alex O'Brien Jonathan Stark             | 6-3, 7-6(3)                   |
| 2.   | 17. červen 2001    | Queen's Club, V. Británie                 | tráva       | Mike Bryan | Eric Taino David Wheaton                | 6-3, 3-6, 6-1                 |
| 3.   | 15. červenec 2001  | Newport, USA                              | tráva       | Mike Bryan | André Sá Glenn Weiner                   | 6-3, 7-5                      |
| 4.   | 29. červenec 2001  | Los Angeles, USA                          | tvrdý       | Mike Bryan | Jan-Michael Gambill Andy Roddick        | 7-5, 7-6(6)                   |
| 5.   | 3. březen 2002     | Acapulco, Mexiko                          | antuka      | Mike Bryan | Martin Damm David Rikl                  | 6-1, 3-6, 10-2                |
| 6.   | 10. březen 2002    | Scottsdale, USA                           | tvrdý       | Mike Bryan | Mark Knowles Daniel Nestor              | 7-5, 7-6(6)                   |
| 7.   | 14. červenec 2002  | Newport, USA                              | tráva       | Mike Bryan | Jürgen Melzer Alexander Popp            | 7-5, 6-3                      |
| 8.   | 4. srpen 2002      | Toronto, Kanada                           | tvrdý       | Mike Bryan | Mark Knowles Daniel Nestor              | 4-6, 7-6(1), 6-3              |
| 9.   | 27. říjen 2002     | Basilej, Švýcarsko                        | koberec (h) | Mike Bryan | Mark Knowles Daniel Nestor              | 7-6(1), 7-5                   |
| 10.  | 27. duben 2003     | Barcelona, Španělsko                      | antuka      | Mike Bryan | Chris Haggard Robbie Koenig             | 6-4, 6-3                      |
| 11.  | 8. červen 2003     | French Open, Francie                      | antuka      | Mike Bryan | Paul Haarhuis Jevgenij Kafelnikov       | 7-6(3), 6-3                   |
| 12.  | 22. červen 2003    | Nottingham, V. Británie                   | tráva       | Mike Bryan | Joshua Eagle Jared Palmer               | 7-6(3), 4-6, 7-6(4)           |
| 13.  | 17. srpen 2003     | Cincinnati, USA                           | tvrdý       | Mike Bryan | Wayne Arthurs Paul Hanley               | 7-5, 7-6(5)                   |
| 14.  | 14. listopad 2003  | Houston, USA                              | tvrdý       | Mike Bryan | Michaël Llodra Fabrice Santoro          | 6-7(6), 6-3, 3-6, 7-6(3), 6-4 |
| 15.  | 11. leden 2004     | Adelaide, Austrálie                       | tvrdý       | Mike Bryan | Arnaud Clément Michaël Llodra           | 7-5, 6-3                      |
| 16.  | 22. únor 2004      | Memphis, USA                              | tvrdý (h)   | Mike Bryan | Jeff Coetzee Chris Haggard              | 6-3, 6-4                      |
| 17.  | 7. březen 2004     | Acapulco, Mexiko                          | antuka      | Mike Bryan | Juan Ignacio Chela Nicolás Massú        | 6-2, 6-3                      |
| 18.  | 13. červen 2004    | Queen's Club, V. Británie                 | tráva       | Mike Bryan | Mark Knowles Daniel Nestor              | 6-4, 6-4                      |
| 19.  | 18. červenec 2004  | Los Angeles, USA                          | tvrdý       | Mike Bryan | Wayne Arthurs Paul Hanley               | 6-3, 7-6(6)                   |
| 20.  | 31. říjen 2004     | Basilej, Švýcarsko                        | koberec (h) | Mike Bryan | Lucas Arnold Ker Mariano Hood           | 7-6(11), 6-2                  |
| 21.  | 14. listopad 2004  | Houston, USA                              | tvrdý       | Mike Bryan | Wayne Black Kevin Ullyett               | 4-6, 7-5, 6-4, 6-2            |
| 22.  | 27. únor 2005      | Scottsdale, USA                           | tvrdý       | Mike Bryan | Wayne Arthurs Paul Hanley               | 7-5, 6-4                      |
| 23.  | 12. červen 2005    | Queen's Club, V. Británie                 | tráva       | Mike Bryan | Jonas Björkman Max Mirnyj               | 7-6(11), 7-6(4)               |
| 24.  | 7. srpen 2005      | Washington, USA                           | tvrdý       | Mike Bryan | Wayne Black Kevin Ullyett               | 6-4, 6-2                      |
| 25.  | 11. září 2005      | US Open, USA                              | tvrdý       | Mike Bryan | Jonas Björkman Max Mirnyj               | 6-1, 6-4                      |
| 26.  | 6. listopad 2005   | Paříž, Francie                            | koberec (h) | Mike Bryan | Mark Knowles Daniel Nestor              | 6-4, 6-7(3), 6-4              |
| 27.  | 29. leden 2006     | Australian Open, Austrálie                | tvrdý       | Mike Bryan | Martin Damm Leander Paes                | 4-6, 6-3, 6-4                 |
| 28.  | 5. březen 2006     | Las Vegas, USA                            | tvrdý       | Mike Bryan | Jaroslav Levinský Robert Lindstedt      | 6-3, 6-2                      |
| 29.  | 9. červenec 2006   | Wimbledon, V. Británie                    | tráva       | Mike Bryan | Fabrice Santoro Nenad Zimonjić          | 6-3, 4-6, 6-4, 6-2            |
| 30.  | 30. červenec 2006  | Los Angeles, USA                          | tvrdý       | Mike Bryan | Eric Butorac Jamie Murray               | 6-2, 6-4                      |
| 31.  | 6. srpen 2006      | Washington, USA                           | tvrdý       | Mike Bryan | Paul Hanley Kevin Ullyett               | 6-3, 5-7, 10-3                |
| 32.  | 13. srpen 2006     | Toronto, Kanada                           | tvrdý       | Mike Bryan | Paul Hanley Kevin Ullyett               | 6-3, 7-5                      |
| 33.  | 22. říjen 2006     | Madrid, Španělsko                         | tvrdý (h)   | Mike Bryan | Mark Knowles Daniel Nestor              | 7-5, 6-4                      |
| 34.  | 28. leden 2007     | Australian Open, Austrálie                | tvrdý       | Mike Bryan | Jonas Björkman Max Mirnyj               | 7-5, 7-5                      |
| 35.  | 4. březen 2007     | Las Vegas, USA                            | tvrdý       | Mike Bryan | Jonathan Erlich Andy Ram                | 7-6(6), 6-2                   |
| 36.  | 1. duben 2007      | Miami, USA                                | tvrdý       | Mike Bryan | Martin Damm Leander Paes                | 6-7(7), 6-3, 10-7             |
| 37.  | 15. duben 2007     | Houston, USA                              | antuka      | Mike Bryan | Mark Knowles Daniel Nestor              | 7-6(3), 6-4                   |
| 38.  | 22. duben 2007     | Monte Carlo, Monako                       | antuka      | Mike Bryan | Julien Benneteau Richard Gasquet        | 6-2, 6-1                      |
| 39.  | 20. květen 2007    | Hamburk, Německo                          | antuka      | Mike Bryan | Paul Hanley Kevin Ullyett               | 6-3, 6-4                      |
| 40.  | 22. červenec 2007  | Los Angeles, USA                          | tvrdý       | Mike Bryan | Scott Lipsky David Martin               | 7-6(5), 6-2                   |
| 41.  | 5. srpen 2007      | Washington, USA                           | tvrdý       | Mike Bryan | Jonathan Erlich Andy Ram                | 7-6(5), 3-6, 10-7             |
| 42.  | 21. říjen 2007     | Madrid, Španělsko                         | tvrdý (h)   | Mike Bryan | Mariusz Fyrstenberg Marcin Matkowski    | 6-3, 7-6(4)                   |
| 43.  | 28. říjen 2007     | Basilej, Švýcarsko                        | koberec (h) | Mike Bryan | James Blake Mark Knowles                | 6-1, 6-1                      |
| 44.  | 4. listopad 2007   | Paříž, Francie                            | tvrdý (h)   | Mike Bryan | Daniel Nestor Nenad Zimonjić            | 6-3, 7-6(4)                   |
| 45.  | 6. duben 2008      | Miami, USA                                | tvrdý       | Mike Bryan | Mahesh Bhupathi Mark Knowles            | 6-2, 6-2                      |
| 46.  | 4. květen 2008     | Barcelona, Španělsko                      | antuka      | Mike Bryan | Mariusz Fyrstenberg Marcin Matkowski    | 6-3, 6-2                      |
| 47.  | 6. duben 2008      | Řím, Itálie                               | antuka      | Mike Bryan | Daniel Nestor Nenad Zimonjić            | 3-6, 6-4, 10-8                |
| 48.  | 3. srpen 2008      | Cincinnati, USA                           | tvrdý       | Mike Bryan | Jonathan Erlich Andy Ram                | 4-6, 7-6(2), 10-7             |
| 49.  | 7. září 2008       | US Open, USA                              | tvrdý       | Mike Bryan | Lukáš Dlouhý Leander Paes               | 7-6(5), 7-6(10)               |
| 50.  | 17. leden 2009     | Sydney, Austrálie                         | tvrdý       | Mike Bryan | Daniel Nestor Nenad Zimonjić            | 6-1, 7-6(3)                   |
| 51.  | 31. leden 2009     | Australian Open, Austrálie                | tvrdý       | Mike Bryan | Mahesh Bhupathi Mark Knowles            | 2-6, 7-5, 6-0                 |
| 52.  | 1. březen 2009     | Delray Beach, USA                         | tvrdý       | Mike Bryan | Marcelo Melo André Sá                   | 6-4, 6-4                      |
| 53.  | 11. duben 2009     | Houston, USA                              | antuka      | Mike Bryan | Jesse Levine Ryan Sweeting              | 6-1, 6-2                      |
| 54.  | 2. srpen 2009      | Los Angeles, USA                          | tvrdý       | Mike Bryan | Benjamin Becker Frank Moser             | 6-4, 7-6(2)                   |
| 55.  | 12. říjen 2009     | Peking, Čína                              | tvrdý       | Mike Bryan | Mark Knowles Andy Roddick               | 6-4, 6-2                      |
| 56.  | 29. listopad 2009  | Londýn, Spojené království                | tvrdý (h)   | Mike Bryan | Max Mirnyj Andy Ram                     | 7-6(5), 6-3                   |
| 57.  | 30. leden 2010     | Australian Open, Austrálie                | tvrdý       | Mike Bryan | Daniel Nestor Nenad Zimonjić            | 6-3, 6-7(5), 6-3              |
| 58.  | 28. únor 2010      | Delray Beach, USA                         | tvrdý       | Mike Bryan | Philipp Marx Igor Zelenay               | 6-3, 7-6(3)                   |
| 59.  | 10. duben 2010     | Houston, USA                              | antuka      | Mike Bryan | Stephen Huss Wesley Moodie              | 6-3, 7-5                      |
| 60.  | 2. květen, 2010    | Řím, Itálie                               | antuka      | Mike Bryan | John Isner Sam Querrey                  | 6-2, 6-3                      |
| 61.  | 16. květen 2010    | Madrid, Španělsko (3)                     | antuka      | Mike Bryan | Daniel Nestor Nenad Zimonjić            | 6–3, 6–4                      |
| 62.  | 1. srpen 2010      | Los Angeles, USA (6)                      | tvrdý       | Mike Bryan | Eric Butorac Jean-Julien Rojer          | 6–7(6), 6–2, [10–7]           |
| 63.  | 15. srpen 2010     | Toronto, Kanada (3)                       | tvrdý       | Mike Bryan | Julien Benneteau Michaël Llodra         | 7–5, 6–3                      |
| 64.  | 22. srpen 2010     | Cincinnati, USA (3)                       | tvrdý       | Mike Bryan | Mahesh Bhupathi Max Mirnyj              | 6–3, 6–4                      |
| 65.  | 10. září 2010      | US Open, New York, USA (3)                | tvrdý       | Mike Bryan | Rohan Bopanna Ajsám Kúreší              | 7–6(5), 7–6(4)                |
| 66.  | 10. říjen 2010     | Peking, ČLR (2)                           | tvrdý       | Mike Bryan | Mariusz Fyrstenberg Marcin Matkowski    | 6–1, 7–6(5)                   |
| 67.  | 7. listopad 2010   | Bazilej, Švýcarsko (4)                    | tvrdý (h)   | Mike Bryan | Daniel Nestor Nenad Zimonjić            | 6–3, 3–6, [10–3]              |
| 68.  | 29. leden 2011     | Australian Open, Melbourne, Austrálie (5) | tvrdý       | Mike Bryan | Mahesh Bhupathi Leander Paes            | 6–3, 6–4                      |
| 69.  | 10. duben 2011     | Houston, USA                              | antuka      | Mike Bryan | John Isner Sam Querrey                  | 6:7(4), 6:2, 10-5             |
| 70.  | 17. duben 2011     | Monte Carlo, Monako (2)                   | antuka      | Mike Bryan | Juan Ignacio Chela Bruno Soares         | 6-3, 6-2                      |
| 71.  | 8. květen 2011     | Madrid, Španělsko (4)                     | antuka      | Mike Bryan | Michaël Llodra Nenad Zimonjić           | 6–3, 6–3                      |
| 72.  | 13. červen 2011    | Queen's Club, V. Británie (4)             | tráva       | Mike Bryan | Mahesh Bhupathi Leander Paes            | 6–7(2–7), 7–6(7–4), [10–6]    |
| 73.  | 3. červenec 2011   | Wimbledon, V. Británie (2)                | tráva       | Mike Bryan | Robert Lindstedt Horia Tecău            | 6-3, 6-4, 7-6                 |
| 74.  | 30. říjen 2011     | Vídeň, Rakousko                           | tvrdý (h)   | Mike Bryan | Daniel Nestor Max Mirnyj                | 7–6, 6–3                      |
| 75.  | 6. listopad 2011   | Valencie, Španělsko                       | tvrdý (h)   | Mike Bryan | Eric Butorac Jean-Julien Rojer          | 6–4, 7-6(9)                   |
| 76.  | 15. leden 2012     | Sydney, Austrálie(2)                      | tvrdý       | Mike Bryan | Matthew Ebden Jarkko Nieminen           | 6-1, 6-4                      |
| 77.  | 22. duben 2012     | Monte Carlo, Monako (3)                   | antuka      | Mike Bryan | Daniel Nestor Max Mirnyj                | 6-2, 6-3                      |
| 78.  | 27. květen 2012    | Nice, Francie (1)                         | antuka      | Mike Bryan | Oliver Marach Filip Polášek             | 7-6(5), 6-3                   |
| 79.  | 4. srpen 2012      | LOH 2012, Londýn, Spojené království      | tráva       | Mike Bryan | Michaël Llodra Jo-Wilfried Tsonga       | 6-4, 7-6(2)                   |
| 80.  | 12. srpen 2012     | Toronto, Kanada (4)                       | tvrdý       | Mike Bryan | Marcel Granollers Marc López            | 6–1, 4–6, [12–10]             |
| 81.  | 7. září 2012       | US Open, New York, USA (4)                | tvrdý       | Mike Bryan | Leanders Paes Radek Štěpánek            | 6–3, 6–4                      |
| 82.  | 7. říjen 2012      | Peking, ČLR (3)                           | tvrdý       | Mike Bryan | Carlos Berlocq Dennis Istomin           | 6–3, 6-2                      |
| 83.  | 12. leden 2013     | Sydney, Austrálie (3)                     | tvrdý       | Mike Bryan | Max Mirnyj Horia Tecau                  | 6-4, 6-4                      |
| 84.  | 26. leden 2013     | Australian Open, Melbourne, Austrálie (6) | tvrdý       | Mike Bryan | Robin Haase Igor Sijsling               | 6–3, 6–4                      |
| 85.  | 24. února 2013     | Memphis Open, Memphis                     | tvrdý       | Mike Bryan | James Blake Jack Sock                   | 6-1, 6-2                      |
| 86.  | 17. března 2013    | Indian Wells Masters, Kalifornie          | tvrdý       | Mike Bryan | Treat Huey Jerzy Janowicz               | 6-3, 3-6, 10-6                |
| 87.  | 12. května 2013    | Mutua Madrid Open, Španělsko (5)          | antuka      | Mike Bryan | Alexander Peya Bruno Soares             | 6-2, 6-3                      |
| 88.  | 19. května 2013    | Rome Masters, Itálie                      | antuka      | Mike Bryan | Mahesh Bhupathi Rohan Bopanna           | 6-2, 6-3                      |
| 89.  | 8. června 2013     | French Open, Francie                      | antuka      | Mike Bryan | Michaël Llodra Nicolas Mahut            | 6-4, 4-6, 7-6(4)              |
| 90.  | 16. června 2013    | London Open, Velká Británie               | tráva       | Mike Bryan | Alexander Peya Bruno Soares             | 4-6, 7-5, 10-3                |
| 91.  | 6. července 2013   | Wimbledon, Velká Británie                 | tráva       | Mike Bryan | Ivan Dodig Marcelo Melo                 | 3-6, 6-3, 6-4, 6-4            |
| 92.  | 18. srpna 2013     | Cincinnati Open, Ohio                     | tvrdý       | Mike Bryan | Marcel Grannolers Marc López            | 6-4, 4-6, 10-4                |
| 93.  | 3. listopadu 2013  | Paris, Francie                            | tvrdý       | Mike Bryan | Alexander Peya Bruno Soares             | 6-3, 6-3                      |
| 94.  | 23. února 2014     | Delray Beach, USA                         | tvrdý       | Mike Bryan | František Čermák Mikhail Elgin          | 6-2, 6-3                      |
| 95.  | 16. března 2014    | Indian Wells, Kalifornie                  | tvrdý       | Mike Bryan | Alexender Peya Bruno Soares             | 6-4, 6-3                      |
| 96.  | 29. března 2014    | Miami Open, USA                           | tvrdý       | Mike Bryan | Juan- Sebastian Cabal Robert Farah      | 7-6(8), 6-4                   |
| 97.  | 13. dubna 2014     | Houston Open, USA                         | antuka      | Mike Bryan | David Marrero-Santana Fernando Verdasco | 4-6, 6-4, 11-9                |
| 98.  | 20. dubna 2014     | Monte Carlo Masters, Monaco               | antuka      | Mike Bryan | Ivan Dodig Marcelo Melo                 | 6-3, 3-6, 10-8                |
| 99.  | 17. srpna 2014     | Cincinnati Masters, Ohio                  | tvrdý       | Mike Bryan | Vasek Pospisil Jack Sock                | 6-3, 6-2                      |
| 100. | 7. září 2014       | US Open, USA                              | tvrdý       | Mike Bryan | Marcel Granollers Marc López            | 6-3, 6-4                      |
| 101. | 12. října 2014     | Shanghai Masters, Čína                    | tvrdý       | Mike Bryan | Julien Benneteau Edouard Roger-Vasselin | 6-3, 7-6(3)                   |
| 102. | 2. listopadu 2014  | Paris Masters, Francie                    | tvrdý       | Mike Bryan | Marcin Matkowski Jurgen Melzer          | 7-6(5), 5-7, 10-6             |
| 103. | 16. listopadu 2014 | Londýn, Spojené království                | tvrdý       | Mike Bryan | Ivan Dodig Marcelo Melo                 | 6-7(5), 6-2, 10-7             |
| 104. | 22. února 2015     | Delray Beach Open, USA                    | tvrdý       | Mike Bryan | Raven Klaasen Leander Paes              | 6-3, 3-6, 10-6                |
| 105. | 4. dubna 2015      | Miami Open, USA                           | tvrdý       | Mike Bryan | Vasek Pospisil Jack Sock                | 6-3, 1-6, 10-8                |
| 106. | 19. dubna 2015     | Monte Carlo Masters, Monaco               | tvrdý       | Mike Bryan | Simone Bolleli Fabio Fognini            | 7-6(3), 6-1                   |
| 107. | 2. srpna 2015      | Atlanta Open, USA                         | tvrdý       | Mike Bryan | Colin Fleming Gilles Müller             | 4-6, 7-6(2), 10-4             |
| 108. | 9. srpna 2015      | Washington Open, USA                      | tvrdý       | Mike Bryan | Ivan Dodig Marcelo Melo                 | 6-4, 6-2                      |
| 109. | 16. srpna 2015     | Montreal Open, Kanada                     | tvrdý       | Mike Bryan | Daniel Nestor Edouard Roger-Vasselin    | 7-6(5), 3-6, 10-6             |
| 110. | 10. dubna 2016     | Houston Open, USA                         | antuka      | Mike Bryan | Victor Estrella Santiago Gonzales       | 4-6, 6-3, 10-8                |
| 111. | 24. dubna 2016     | Barcelona Open, Španělsko                 | antuka      | Mike Bryan | Pablo Cuevas Marcel Grannolers          | 7-5, 7-5                      |
| 112. | 15. května 2016    | Rome Masters, Itálie                      | antuka      | Mike Bryan | Vasek Pospisil Jack Sock                | 2-6, 6-3, 10-7                |
| 113. | 30. června 2017    | Eastbourne, Spojené království            | tráva       | Mike Bryan | Rohan Bopanna André Sá                  | 6–7(4–7), 6–4, [10–3]         |
| 114. | 30. července 2017  | Atlanta, USA (2)                          | tvrdý       | Mike Bryan | Wesley Koolhof Artem Sitak              | 6–3, 6–4                      |

### Čtyřhra - prohry (55)
| Legenda                                                       |
| Grand Slam (14)                                               |
| Tennis Masters Cup / ATP World Tour Finals (2)                |
| ATP Masters Series / ATP World Tour Masters 1000 (18)         |
| ATP International Series Gold / ATP World Tour 500 Series (8) |
| ATP International Series / ATP World Tour 250 Series (13)     |

| Utkání dle povrchu |
| Tvrdý (31)         |
| Antuka (18)        |
| Tráva (6)          |
| Koberec (0)        |

| Č.  | Datum             | Turnaj                                                | Povrch    | Partner    | Vítězové                                | Výsledek                      |
| 1.  | 25. duben 1999    | Orlando, USA                                          | antuka    | Mike Bryan | Jim Courier Todd Woodbridge             | 7-6(4), 6-4                   |
| 2.  | 19. srpen 2001    | Washington, USA                                       | tvrdý     | Mike Bryan | Martin Damm David Prinosil              | 7-6(5), 6-3                   |
| 3.  | 6. leden 2002     | Adelaide, Austrálie                                   | tvrdý     | Mike Bryan | Wayne Black Kevin Ullyett               | 7-5, 6-2                      |
| 4.  | 24. únor 2002     | Memphis, USA                                          | tvrdý (h) | Mike Bryan | Brian MacPhie Nenad Zimonjić            | 6-3, 3-6, 10-4                |
| 5.  | 18. srpen 2002    | Washington, USA                                       | tvrdý     | Mike Bryan | Wayne Black Kevin Ullyett               | 3-6, 6-3, 7-5                 |
| 6.  | 23. únor 2003     | Memphis, USA                                          | tvrdý (h) | Mike Bryan | Mark Knowles Daniel Nestor              | 6-2, 7-6(3)                   |
| 7.  | 16. březen 2003   | Indian Wells, USA                                     | tvrdý     | Mike Bryan | Wayne Ferreira Jevgenij Kafelnikov      | 3-6, 7-5, 6-4                 |
| 8.  | 7. září 2003      | US Open, USA                                          | tvrdý     | Mike Bryan | Jonas Björkman Todd Woodbridge          | 5-7, 6-0, 7-5                 |
| 9.  | 18. leden 2004    | Sydney, Austrálie                                     | tvrdý     | Mike Bryan | Jonas Björkman Todd Woodbridge          | 7-6(3), 7-5                   |
| 10. | 1. únor 2004      | Australian Open, Austrálie                            | tvrdý     | Mike Bryan | Michaël Llodra Fabrice Santoro          | 7-6(4), 6-3                   |
| 11. | 16. květen 2004   | Hamburk, Německo                                      | antuka    | Mike Bryan | Wayne Black Kevin Ullyett               | 6-4, 6-2                      |
| 12. | 24. říjen 2004    | Madrid, Španělsko                                     | tvrdý (h) | Mike Bryan | Mark Knowles Daniel Nestor              | 6-3, 6-4                      |
| 13. | 30. leden 2005    | Australian Open, Austrálie                            | tvrdý     | Mike Bryan | Wayne Black Kevin Ullyett               | 6-4, 6-4                      |
| 14. | 20. únor 2005     | Memphis, USA                                          | tvrdý (h) | Mike Bryan | Simon Aspelin Todd Perry                | 6-4, 6-4                      |
| 15. | 17. duben 2005    | Monte Carlo, Monako                                   | antuka    | Mike Bryan | Leander Paes Nenad Zimonjić             | bez boje                      |
| 16. | 8. květen 2005    | Řím, Itálie                                           | antuka    | Mike Bryan | Michaël Llodra Fabrice Santoro          | 6-4, 6-2                      |
| 17. | 5. červen 2005    | French Open, Francie                                  | antuka    | Mike Bryan | Jonas Björkman Max Mirnyj               | 2-6, 6-1, 6-4                 |
| 18. | 3. červenec 2005  | Wimbledon, V. Británie                                | tráva     | Mike Bryan | Stephen Huss Wesley Moodie              | 7-6(4), 6-3, 6-7(2), 6-3      |
| 19. | 19. březen 2006   | Indian Wells, USA                                     | tvrdý     | Mike Bryan | Mark Knowles Daniel Nestor              | 6-4, 6-4                      |
| 20. | 2. duben 2006     | Miami, USA                                            | tvrdý     | Mike Bryan | Jonas Björkman Max Mirnyj               | 6-4, 6-4                      |
| 21. | 11. červen 2006   | French Open, Francie                                  | antuka    | Mike Bryan | Jonas Björkman Max Mirnyj               | 6-7(5), 6-4, 7-5              |
| 22. | 20. srpen 2006    | Cincinnati, USA                                       | tvrdý     | Mike Bryan | Jonas Björkman Max Mirnyj               | 3-6, 6-3, 10-7                |
| 23. | 13. květen 2007   | Řím, Itálie                                           | antuka    | Mike Bryan | Fabrice Santoro Nenad Zimonjić          | 6-4, 6-7(4), 10-7             |
| 24. | 17. červen 2007   | Queen's Club, V. Británie                             | tráva     | Mike Bryan | Mark Knowles Daniel Nestor              | 7-6(4), 7-5                   |
| 25. | 8. červenec 2007  | Wimbledon, V. Británie                                | tráva     | Mike Bryan | Arnaud Clément Michaël Llodra           | 6-7(5), 6-3, 6-4, 6-4         |
| 26. | 5. srpen 2007     | Cincinnati, USA                                       | tvrdý     | Mike Bryan | Jonathan Erlich Andy Ram                | 4-6, 6-3, 13-11               |
| 27. | 12. leden 2008    | Sydney, Austrálie                                     | tvrdý     | Mike Bryan | Richard Gasquet Jo-Wilfried Tsonga      | 4-6, 6-4, 11-9                |
| 28. | 17. únor 2008     | Delray Beach, USA                                     | tvrdý     | Mike Bryan | Max Mirnyj Jamie Murray                 | 6-4, 3-6, 10-6                |
| 29. | 24. únor 2008     | San José, USA                                         | tvrdý (h) | Mike Bryan | Scott Lipsky David Martin               | 7-6(4), 7-5                   |
| 30. | 9. březen 2008    | Las Vegas, USA                                        | tvrdý     | Mike Bryan | Julien Benneteau Michaël Llodra         | 6-4, 4-6, 10-8                |
| 31. | 18. květen 2008   | Hamburk, Německo                                      | antuka    | Mike Bryan | Daniel Nestor Nenad Zimonjić            | 6-4, 5-7, 10-8                |
| 32. | 27. červenec 2008 | Toronto, Kanada                                       | tvrdý     | Mike Bryan | Daniel Nestor Nenad Zimonjić            | 6-2, 4-6, 10-6                |
| 33. | 16. listopad 2008 | Šanghaj, Čína                                         | tvrdý (h) | Mike Bryan | Daniel Nestor Nenad Zimonjić            | 7-6(3), 6-2                   |
| 34. | 19. duben 2009    | Monte Carlo, Monako                                   | antuka    | Mike Bryan | Daniel Nestor Nenad Zimonjić            | 6-4, 6-1                      |
| 35. | 3. květen 2009    | Řím, Itálie                                           | antuka    | Mike Bryan | Daniel Nestor Nenad Zimonjić            | 7-6(5), 6-3                   |
| 36. | 4. červenec 2009  | Wimbledon, V. Británie                                | tráva     | Mike Bryan | Daniel Nestor Nenad Zimonjić            | 7-6(7), 6-7(3), 7-6(3), 6-3   |
| 37. | 23. srpen 2009    | Cincinnati, USA                                       | tvrdý     | Mike Bryan | Daniel Nestor Nenad Zimonjić            | 3-6, 7-6(2), 15-13            |
| 38. | 8. listopad 2009  | Basilej, Švýcarsko                                    | tvrdý (h) | Mike Bryan | Daniel Nestor Nenad Zimonjić            | 6-2, 6-3                      |
| 39. | 15. ledna 2011    | Sydney, Austrálie                                     | tvrdý     | Mike Bryan | Lukáš Dlouhý Paul Hanley                | 6–7(6), 6–3, [10–5]           |
| 40. | 24. dubna 2011    | Barcelona, Španělsko                                  | antuka    | Mike Bryan | Santiago Gonzales Scott Lipsky          | 5-7, 6-2, 12-10               |
| 41. | 14. srpen 2011    | Montreal, Kanada                                      | tvrdý     | Mike Bryan | Nenad Zimonjić Michaël Llodra           | 6-4, 6-7(5), 10-5             |
| 42. | 28. leden 2012    | Australian Open, Austrálie                            | tvrdý     | Mike Bryan | Radek Štěpánek Leander Paes             | 7-6(6), 6-2                   |
| 43. | 9. červen 2012    | French Open, Španělsko                                | antuka    | Mike Bryan | Max Mirnyi Daniel Nestor                | 6-4, 6-4                      |
| 44. | 17. červen 2012   | Londýn Queen’s club, Velká Británie                   | tráva     | Mike Bryan | Max Mirnyi Daniel Nestor                | 6-3, 6-4                      |
| 45. | 14. duben 2013    | Houston, USA                                          | antuka    | Mike Bryan | Jamie Murray John Peers                 | 1-6, 7-6(3), 12-10            |
| 46. | 21. duben 2013    | Monte Carlo Masters, Monako                           | antuka    | Mike Bryan | Julien Benneteau Nenad Zimonjic         | 4-6, 7-6(4), 14-12            |
| 47. | 27. říjen 2013    | Valencie Open, Španělsko                              | tvrdý     | Mike Bryan | Alexander Peya Bruno Soares             | 7-6(3), 6-7(1), 13-11         |
| 48. | 11. listopad 2013 | Barclays ATP World Tour Finals Londýn, Velká Británie | tvrdý     | Mike Bryan | David Marrero-Santana Fernando Verdasco | 7-5, 6-7(3), 10-7             |
| 49. | 16. únor 2014     | Memphis Open, USA                                     | tvrdý     | Mike Bryan | Eric Butorac Klaasen Raven              | 6-4, 6-4                      |
| 50. | 11. květen 2014   | Madrid Masters, Španělsko                             | antuka    | Mike Bryan | Nenad Zimonji Daniel Nestor             | 6-4, 6-2                      |
| 51. | 5. červenec 2014  | Wimbledon, Velká Británie                             | tráva     | Mike Bryan | Jack Sock Vasek Pospisil                | 7-6(5), 6-7(3), 6-4, 3-6, 7-5 |
| 52. | 6. červen 2015    | French Open, Francie                                  | antuka    | Mike Bryan | Marcelo Melo Ivan Dodig                 | 6-7(5), 7-6(5), 7-5           |
| 53. | 21. únor 2016     | Delray Beach, USA                                     | tvrdý     | Mike Bryan | Oliver Marach Martin Fabrice            | 3-6, 7-6(7), 13-11            |
| 54. | 4. červen 2016    | French Open, Francie                                  | antuka    | Mike Bryan | Feliciano Lopez Marc Lopez              | 6-4, 6-7(6), 6-3              |
| 55. | 28. ledna 2017    | Australian Open, Melbourne, Austrálie (4)             | tvrdý     | Mike Bryan | Henri Kontinen John Peers               | 5–7, 5–7                      |

### Mix - výhry (7)
Viz Finálové účasti ve smíšené čtyřhře na grandslamu.

### Mix - prohry (2)
Viz Finálové účasti ve smíšené čtyřhře na grandslamu.

## Davisův pohár
Bob Bryan se zúčastnil 19 zápasů v Davisově poháru  za tým USA s bilancí 4-2 ve dvouhře a 17-2 ve čtyřhře.

## Postavení na žebříčku ATP na konci sezóny

### Dvouhra
| Rok    | 1997 | 1998   | 1999   | 2000   | 2001   | 2002   | 2003   | 2004   |
| Pořadí | 436. | ▲ 269. | ▲ 181. | ▲ 133. | ▼ 181. | ▼ 277. | ▲ 200. | ▼ 798. |

### Čtyřhra
| Rok    | 1995  | 1996   | 1997   | 1998   | 1999  | 2000  | 2001  | 2002 | 2003 | 2004 | 2005 | 2006 | 2007 | 2008 | 2009 | 2010 | 2011 |
| Pořadí | 1191. | ▲ 654. | ▲ 635. | ▲ 174. | ▲ 64. | ▲ 59. | ▲ 23. | ▲ 8. | ▲ 2. | ▼ 4. | ▲ 1. | ▬ 1. | ▬ 1. | ▼ 3. | ▲ 1. | ▬ 1. | ▬ 1. |